# Hebei Airlines

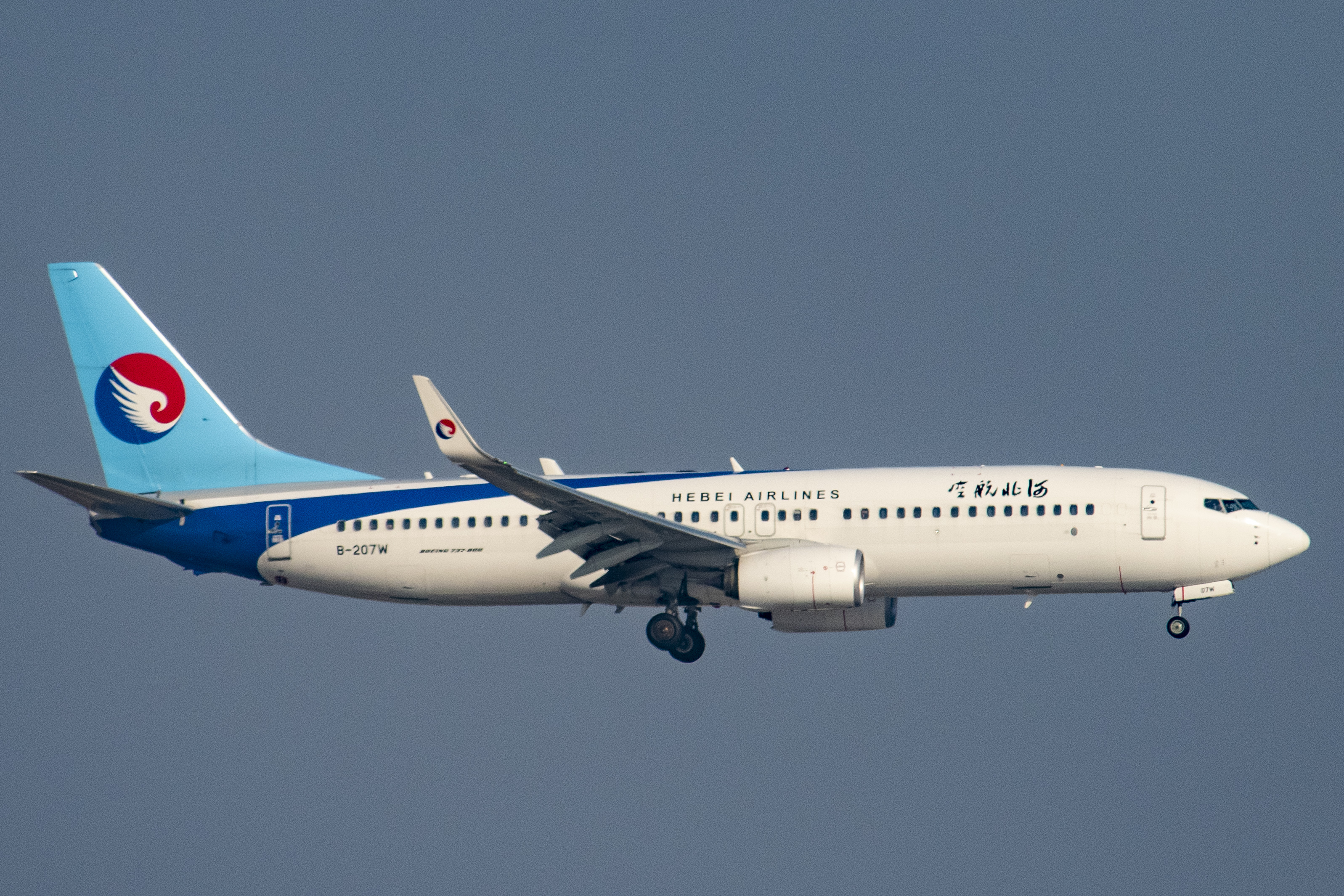
Un Boeing 737-800 depuis Nanchang.

Hebei Airlines (河北航空公司/Héběi Hángkōng gōngsī) est une compagnie aérienne dont le siège se situe au Shijiazhuang World Trade Plaza Hotel (石家庄世贸广场酒店/Shíjiāzhuāng Shìmào Guǎngchǎng Jiǔdiàn), dans le District de Chang'an, à Shijiazhuang, dans la province du Hebei,,.

## Histoire
La compagnie était auparavant connue sous le nom de Northeast Airlines, et est rebaptisée Hebei Airlines en 2010. Elle commence ses opérations le 29 juin 2010.

## Flotte
La flotte d'Hebei Airlines comprend les appareils suivants (octobre 2020):

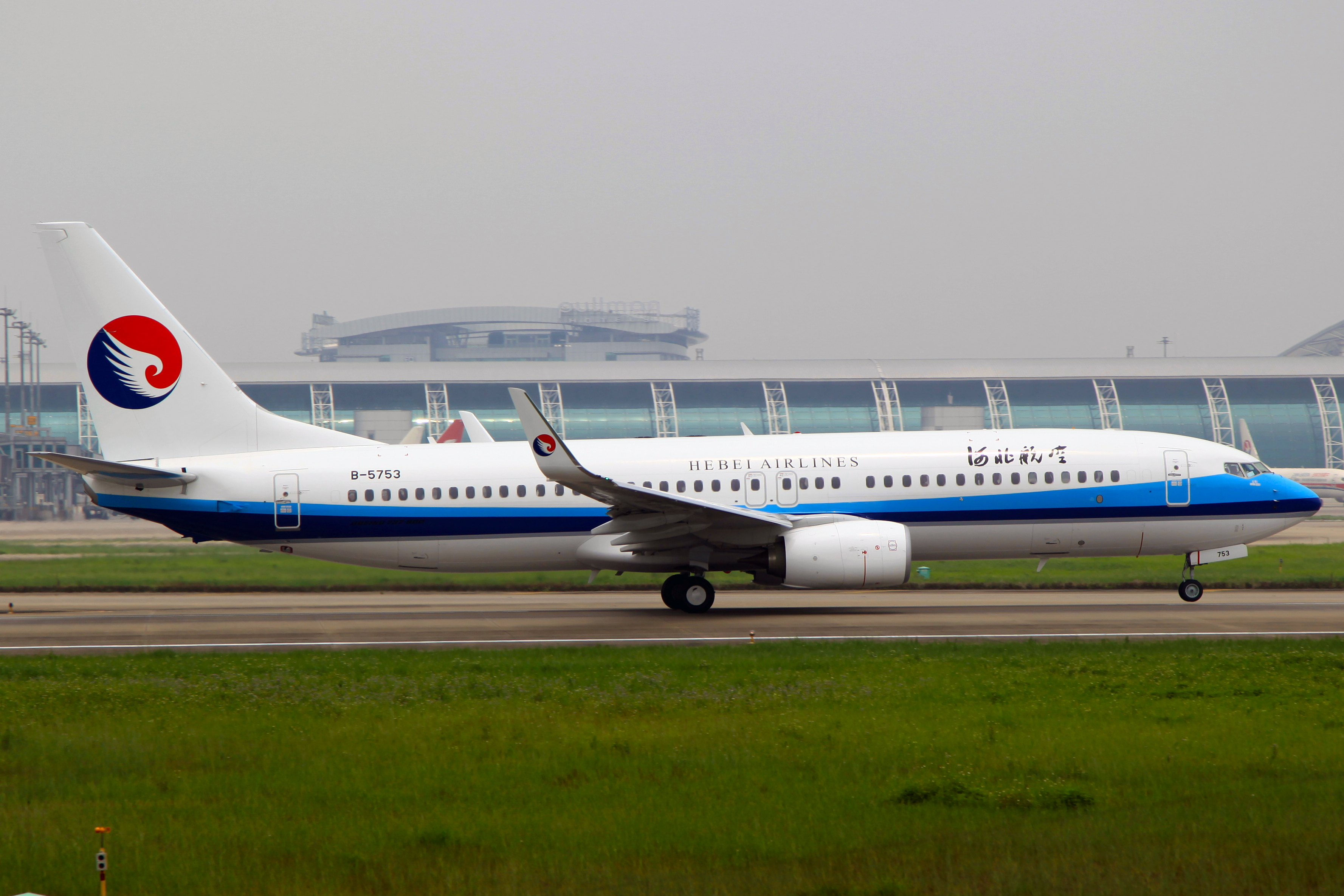
Boeing 737-800 de la compagnie dans l'ancienne livrée
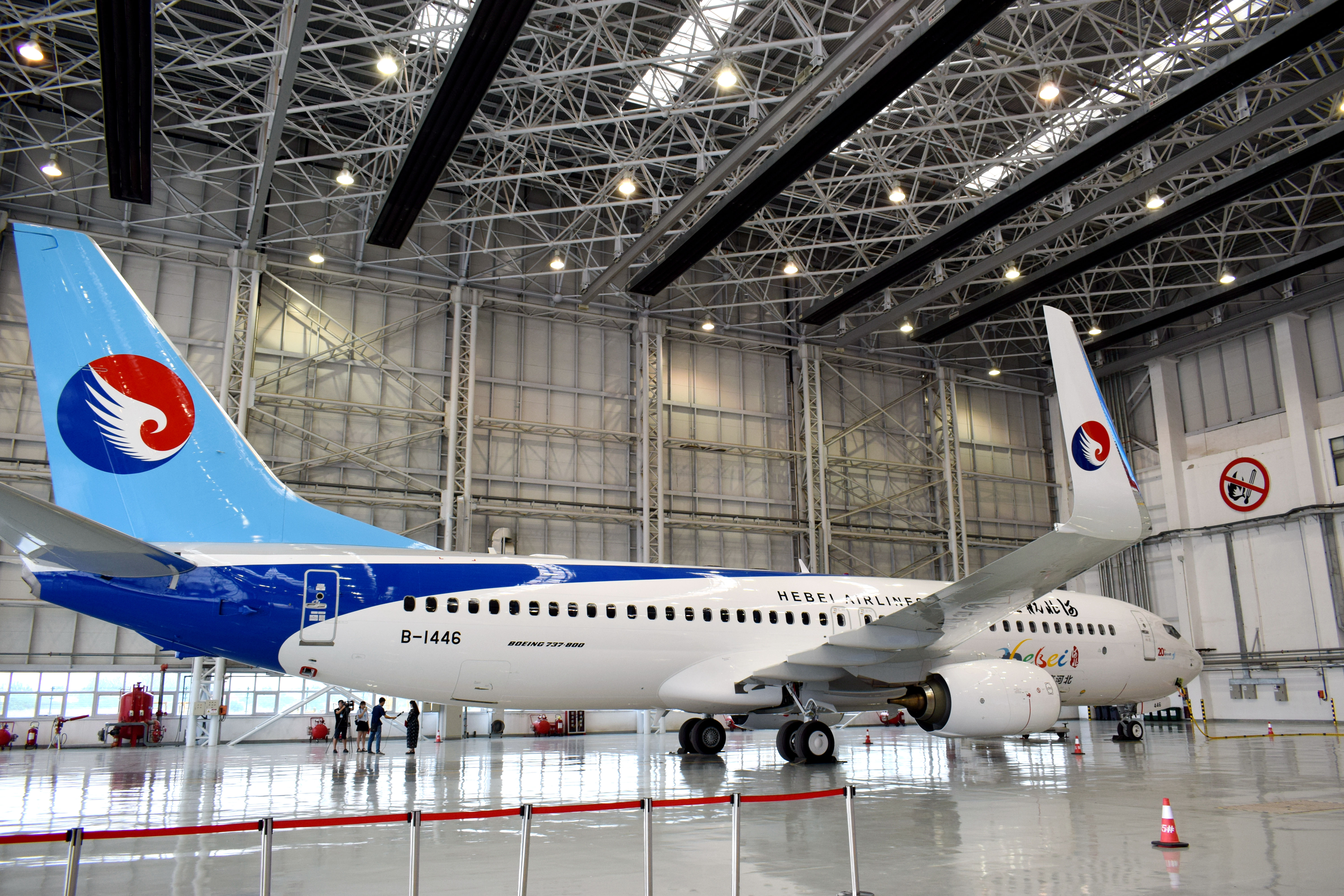
Nouvelle livrée de la compagnie
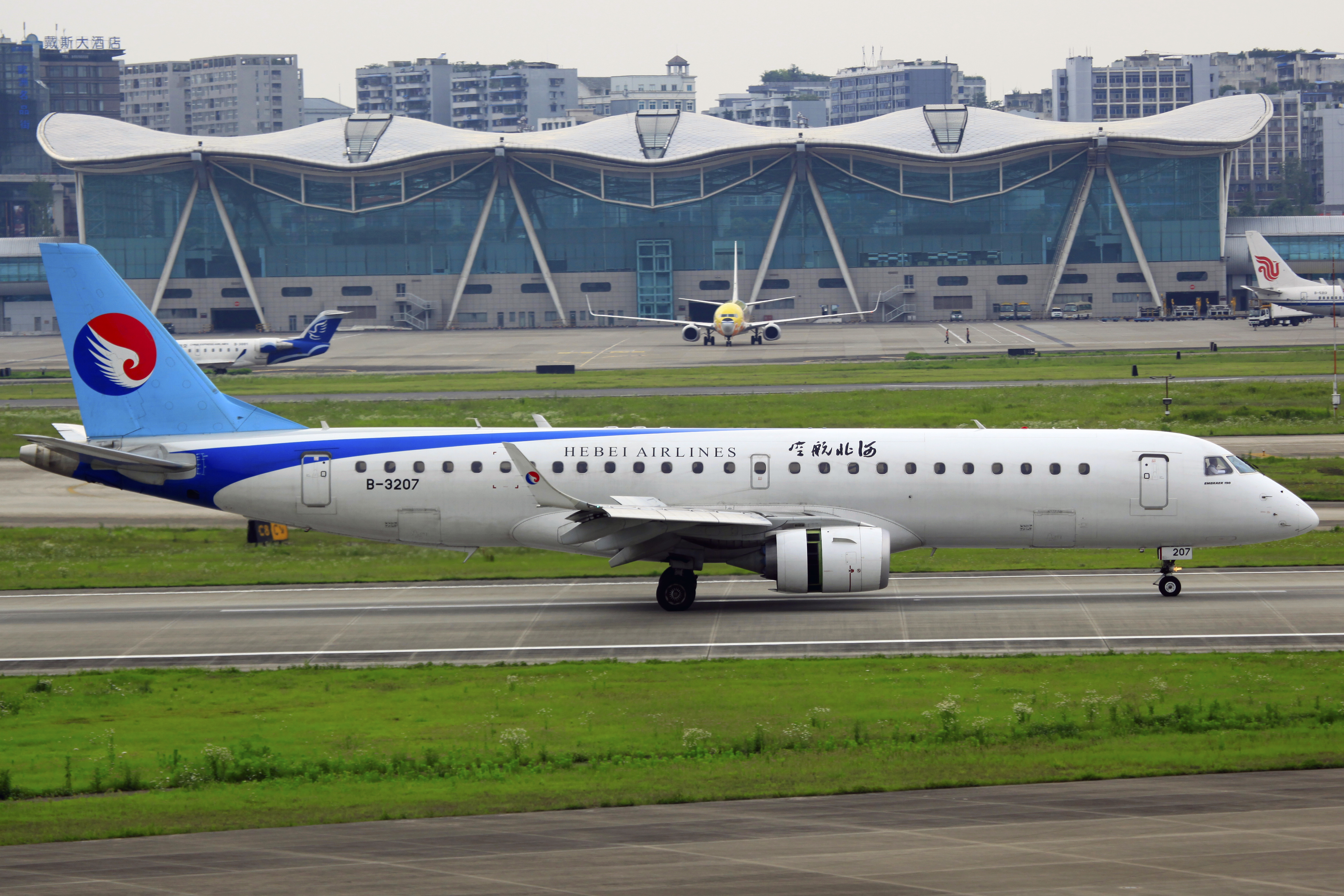
Embraer 190LR de la compagnie